# Sizwe Motaung
Sizwe Motaung (7 de gener de 1970 - 16 d'agost de 2001) va ser un futbolista sud-africà, que ocupava la posició de defensa.
Va començar a destacar al seu país, tot jugant en equips com Jomo Cosmos o Mamelodi Sundowns. Dona el salt a Europa, on milita al St. Gallen suís i al CD Tenerife espanyol.
De nou a Sud-àfrica, hi formaria part del Kaizer Chiefs i de l'Orlando Pirates.
Va ser internacional en 51 ocasions amb la selecció de Sud-àfrica.